# Moortebeek
Moortebeek is een wijk en tuindorp in de Belgische gemeente Anderlecht in het Brussels Hoofdstedelijk Gewest. De wijk ligt in het noordwesten van de gemeente en loopt enigszins over in het naburige Sint-Jans-Molenbeek en ligt tegen de grens met Dilbeek.

## Geschiedenis
Op de Ferrariskaart uit de jaren 1770 is dit nog een landelijk gebied met wat bebouwing ten noorden van het huidige Mortebeek, in wat nu de gemeente Dilbeek is. Op Atlas der Buurtwegen uit 1841 is de naam Moortelbeek weergegeven, en is het gebied al van west naar oost doorsneden door de steenweg van Ninove naar Brussel. De Vandermaelenkaart uit de het midden van de 19de eeuw geeft ten noorden van de steenweg de plaatsnaam Moortebeek en toont er het Kasteel van Moortebeek (Château de Moortebeek), beide op grondgebied van Sint-Jans-Molenbeek.
Pas vanaf de eerste helft van de 20ste eeuw wordt het gebied ten zuiden van de steenweg, op het grondgebied van Anderlecht, bebouwd.

## Verkeer en vervoer
Langs Moortebeek loopt van oost naar west de Ninoofse Steenweg (N8). Ten westen loopt de Brussels Ring R0, die er een op- en afrit heeft die aansluit op de N8.
Aa · Biestebroek · Birmingham · Broek · Buffon · Dageraad (Aurore) · Goede Lucht (Bon Air) · Klein Eiland · Kuregem · Meir · Mijlemeers · Moortebeek · Neerpede · Peterbos · Poxcat · Het Rad · Scherdemaal · Scheut · Scheutveld · Veeweide · Vijverswijk · Vlazendaal · Vogelenzang · Waasbroek